# 大耳介
大耳介（学名：Aurila magna）为半花介科耳介屬下的一个种。